# تورگینی لیندگرن
تورگینی لیندگرن (سوئدی: Torgny Lindgren؛ ‏ ۱۶ ژوئن ۱۹۳۸ – ۱۶ مارس ۲۰۱۷) یک نویسنده و رمان‌نویس اهل سوئد بود.
وی تا اواسط دههٔ هفتاد میلادی آموزگار بود. سپس چند سالی به عنوان یک سیاستمدار محلی و عضوی از حزب کارگران سوسیال دموکرات سوئد به کار مشغول شد و در دههٔ ۱۹۸۰ میلادی به کلیسای کاتولیک گروید. او از سال ۱۹۹۱ عضوی از آکادمی سوئد شد. فیلم راه افعی به کارگردانی بو ویدربرگ بر پایهٔ رمانی اثر او ساخته شد.
تورگینی لیندگرن از دانشگاه اومئو و دانشگاه لینشوپینگ دکترای افتخاری دریافت داشت و در سال ۲۰۰۱ برندهٔ نشان هنر و ادب فرانسه شد.